# Южен Судан
Вижте пояснителната страница за други значения на Судан.
Република Южен Судан (на английски: Republic of South Sudan) е новообразувана държава в Източна Африка.
Столица на страната е град Джуба. Граничи на север със Судан, на изток с Етиопия, Кения, на юг с Уганда и ДРК, на запад с Централноафриканската република. Площта на неговата територия е 619 745 км². Официален език в страната е английският, населението е предимно християнско и анимистично.
Южен Судан заема мочурливите равнини около река Бели Нил. Регионът придобива автономен статут след подписването на мирния договор между Суданската народна освободителна армия и правителствените сили, с който се слага край на Втората суданска гражданска война. Това е най-дългият граждански военен конфликт в историята на Африка, който продължава над 20 години.

## История
Територията на днешен Южен Судан е маргинализирана още по време на колониалния период, а след независимостта на Судан властта в страната е взета от арабския елит от Севера. През 1955 година населението на Южен Судан се разбунтува, поради невъзможността да участва политически и икономически в управлението на страната. Бунтът прераства в 17-годишна гражданска война, която приключва през 1972 г. с подписването на Споразумението от Адис Абеба. Според мирното споразумение Южен Судан добива известна степен на автономия, която не е спазвана от страна на властите в столицата Хартум. Заради тежкото положение на населението в Южен Судан избухва нова гражданска война през 1983 г., която завършва с ново мирно споразумение през 2005 г. Според подписаното примирие Южен Судан получава пълна автономия, както и правото да проведе референдум за независимост от Судан в началото на 2011 г.
На 14 юли 2011 Южен Судан е приет в Африканския съюз.

### Референдум за независимост
На 22 декември 2009 година суданският парламент одобрява закона за провеждане на референдума за независимост през 2011 година. На 27 май 2010 суданският президент Омар ал-Башир заявява, че референдумът ще се проведе по план през януари 2011. При подготовката за референдума вземат активно участие ПРООН и други международни организации, които предоставят включително и финансова помощ.
От 9 до 15 януари 2011 в Южен Судан се провежда референдум за независимост и отцепване на региона от Севера. След решение на Международния съд в Хага от 2009 спорният район на град Абией също участва в референдума.
На 23 януари 2011 членовете на южносуданското правителство излизат със съобщение за медиите, в което съобщават, че новата държава официално ще се нарича Република Южен Судан поради „наложилото се название и удобство“. Покрай официалното съобщение в медиите са споменати и следните възможни имена на новата държава: Азания, Нилска република, Кушка република и Джууама, като комбинация от първите букви на трите най-големи града в държавата – Джуба, Уау и Малакал.
Според първичните резултати, обявени на 30 януари 2011 от Комисията по провеждане на референдум за независимост на Южен Судан, 98% от гласоподавателите са гласували за отцепване и едва 1% за запазване на съюза.
Така след официалното потвърждаване на резултатите от референдума на 9 юли 2011 година Южен Судан обявява своята независимост.

## География

### Географско положение, граници, големина
Южен Судан е държава в североизточната част на Африка без излаз на море, разположена покрай средното течение на река Нил (тук тя носи названията Бахр ал Абиад и Бахр ал Джебел), като физикогеографски е централноафрикански и екваториална страна. На изток Южен Судан граничи с Етиопия (дължина на границата – 883 km), на юг – с Кения (232 km), Уганда (435 km) и Демократична република Конго (628 km), на югозапад и запад – с Централноафриканска република (682 km) и на север – със Судан (1937 km). Общата дължина на сухоземните граници е 4797 km. От север на юг се простира на 970 km, а от запад на изток – 1450 km. В тези си граници заема площ от 644 329 km² (41-во място в света и 2-ро в Африка).
Територията на Южен Судан се простира между 3°30′ и 12°14′ с.ш. и между 23°26′ и 35°57′ и.д. Крайните точки на страната са следните:
- крайна северна точка – (12°11′11″ с. ш. 32°44′09″ и. д. / 12.186389° с. ш. 32.735833° и. д.), на границата със Судан, на десния бряг нарека Бели Нил (Бахр ал Абияд).
- крайна южна точка – (3°30′19″ с. ш. 32°12′08″ и. д. / 3.505278° с. ш. 32.202222° и. д.), на границата с Уганда, на левия бряг на река Асуа, десен приток на река Бели Нил (Бахр ал Джебел).
- крайна западна точка – (9°01′12″ с. ш. 23°26′27″ и. д. / 9.02° с. ш. 23.440833° и. д.), на границата с Централноафриканска република.
- крайна източна точка – (4°37′50″ с. ш. 35°56′55″ и. д. / 4.630556° с. ш. 35.948611° и. д.), на границата с Етиопия и Кения[8]

## Релеф, геоложки строеж
Над 3/4 от територията на Южен Судан представлява равнина, постепенно издигаща се на запад, югозапад, юг, югоизток и изток. На изток и югоизток в пределите на страната навлизат крайните западни разклонения на Етиопската планинска земя, най-високата точка е връх Неличу (1742 m). На юг по границата с Уганда се издигат северните разклонения на Централноафриканския масив – масивите Бонго и Иматонгските планини, където в близост до границата с Уганда се издига връх Киниети (3187 m), най-високата точка на страната. Минималната височина на Южен Судан  (382 m) се намира на брега на река Бели Нил, на границата със Судан.
Територията на Судан попада в североизточната част на Африканската платформа, фундаментът на който на югозапад излиза на повърхността като Централноафрикански масив. Той е изграден от архайски дълбоко метаморфозирани и магматизирани гнайси. Платформеният чехъл е изграден предимно от фанерозойски континентални наслаги, които изпълват Горнонилската синеклиза, разделяща тези масиви на отделни обособени части. Преди разделянето на Судан на две части през 2011 г. в Южен Судан се е добивал 85% от нефта в страната.

### Климат
Климатът на Южен Судан е субекваториално-саванен. В най-южната и югозападната част на страната климатът се влияе от екваториалните въздушни маси, поради което в тези райони средните валежи са между 1000 – 2000 mm годишно, докато в останалата част на страната те са 500 – 1000 mm. Средната януарска температура е около 26 °C, средна юлска в югоизточните региони на страната е 20° – 24 °C, а в останалата част – до 28 °C. Дъждовният сезон трае от април до септември.

### Води
Основна роля във хидроложко отношение в страната играе река Бели Нил. В нея се вливат голям брой притоци, от които най-значителен е левият приток Бахър ал Газал и десният приток Собат. Бахър ал Газал има дължина от 716 km, а негови притоци са по-малките реки Джур (485 km), Гел и Бахър ал Араб (около 800 km с река Лол). Река Бахър ал Газал се влива в Бели Нил при езерото Но, недалеч от град Бентиу. Река Собат (дължина 306 km) се влива в Нил близо до град Малакал. Към нейния водосборен басейн принадлежат реките Баро (306 km), Пибор (320 km) с притока си Акобо (434 km), всички те водещи началото от крайните западни разклонения на Етиопската планинска земя. По време на дъждовния сезон по поречието на Бели Нил се образува най-обширната заблатена област в света, позната като Суд. Нейната площ в периода април-ноември достига 130 000 km², което практически означава, че 1/5 от Южен Судан е наводнена.

## Почви, растителност, животински свят
Основните почвени видове в Южен Судан са червените фералитни и алферитни почви, образуващи основата на високотревистите савани. Основните растителни видове освен тревите са акациите, сред които е и акацията гумиарабика, от която се добива гума арабика. В някои южни и планински райони са развити разнообразни по видов състав тропически гори (два вида кафеено дърво, дървовиден молочай, сапунено дърво – еглик и др.).
Към 2001 година 21 вида бозайници, 9 вида птици и 2 вида растения, срещащи се в Южен Судан, са застрашени от изчезване. Сред тях са северният горски ибис, суданският бял носорог, обикновеният бубал, а саблерогият орикс се смята за изчезнал в диво състояние. Сред съхранилите се диви животни се срещат антилопа орикс (сърнобик), газела, жираф, слон, леопард, лъв, хипопотам; от птиците – щраус, дропла, марабу, птица секретар, а от влечугите – питон. В реките обитават крокодили, а най-характерните речни риби са двойнодишащия протоптеропс, многоперка, сом, нилски костур, тигрова риба и др. Широко разпространени са термитите, а на югозапад и мухата цеце.
През май 2007 госина на остров в блатото Суд е открита неизвестна дотогава група диви слонове, като мястото е пазено в тайна, за да предпази животните от бракониери. Сериозен проблем за страната е разрастването на пустините, както и почвената ерозия. Ръстът на земеделието не е съпътстван със защитни мерки, което довежда до обезлесяване и спад на почвеното плодородие и нивото на подземните води.

## Административно деление
Република Южен Судан е съставена от три историко-географски региона – Бахър ал Газал, Екватория и Горни Нил. Тези три региона са разделени на 10 федерални провинции. Въпреки че суданските провинции Южен Курдуфан, Сини Нил и Окръг Абией са културно и политически свързани с Южен Судан, те не са включени в границите на новата държава и са обект на териториални спорове със Република Судан. Южносуданските провинции са:
- Бахър ал Газал
  - Западен Бахър ал Газал
  - Северен Бахър ал Газал
  - Уараб
  - Ал Бухайрат

- Екватория
  - Източна Екватория
  - Централна Екватория
  - Западна Екватория

- Горни Нил
  - Джункали
  - Ал Уахда
  - Горни Нил

## Икономика
Икономиката на Южен Судан е неразвита, базирана основно на земеделието. 75% от досегашните запаси на петрол на Судан се намират в Южен Судан, но рафинериите и тръбопроводът към Червено море са в Судан. Според споразумението от 2005 г., Южен Судан получава 50% от годишните приходи от петрола, но това споразумение отпада с обявяването на независимостта. Основният конфликт между двете страни – Судан и Южен Судан, остава контролът върху региона на Абуей, който е богат на петрол.

## Население
Населението на Южен Судан по различни данни наброява от 7,5 до 13 млн. души. Според резултатите от преброяването в Судан през 2008 година населението на Южен Судан е 8 260 490 души. Властите в Южен Судан не признават официалните резултати от преброяването, тъй като централното статистическо бюро в Хартум отказва да му предостави изходните данни за региона, необходими за собствена обработка и оценка.
Населението в Южен Судан е от негроидната раса и изповядва предимно християнство или традиционни африкански анимистически религии. Само 5% изповядват ислям. Основната група от населението са представители на нилотските народи, като динка, нуер, шилук и други.
Официалният език в страната е английският, въпреки че голяма част от населението в междуобщностното общуване продължава да използва арабски език. Голяма част от населението в страната говори на адамава-убангийските, нилотските, нубийските, централносуданските и други езици и наречия, най-големият от които е езикът динка.